# Herreriaceae
Herreriaceae is een botanische naam, voor een familie van eenzaadlobbige planten. Een familie onder deze naam wordt de laatste decennia af en toe erkend door enkele systemen van plantentaxonomie, waaronder het APG-systeem (1998), dat de familie indeelt in de orde Asparagales.
De familie wordt niet erkend door het APG II-systeem (2003): aldaar worden de betreffende planten ingedeeld in de Agavefamilie (Agavaceae) of de Aspergefamilie (Asparagaceae).